# 1283 en santé et médecine
| Années de la santé et de la médecine : 1280 - 1281 - 1282 - 1283 - 1284 - 1285 - 1286    |
| Décennies de la santé et de la médecine : 1250 - 1260 - 1270 - 1280 - 1290 - 1300 - 1310 |

Cet article présente les faits marquants de l'année 1283 en santé et médecine.

## Événements

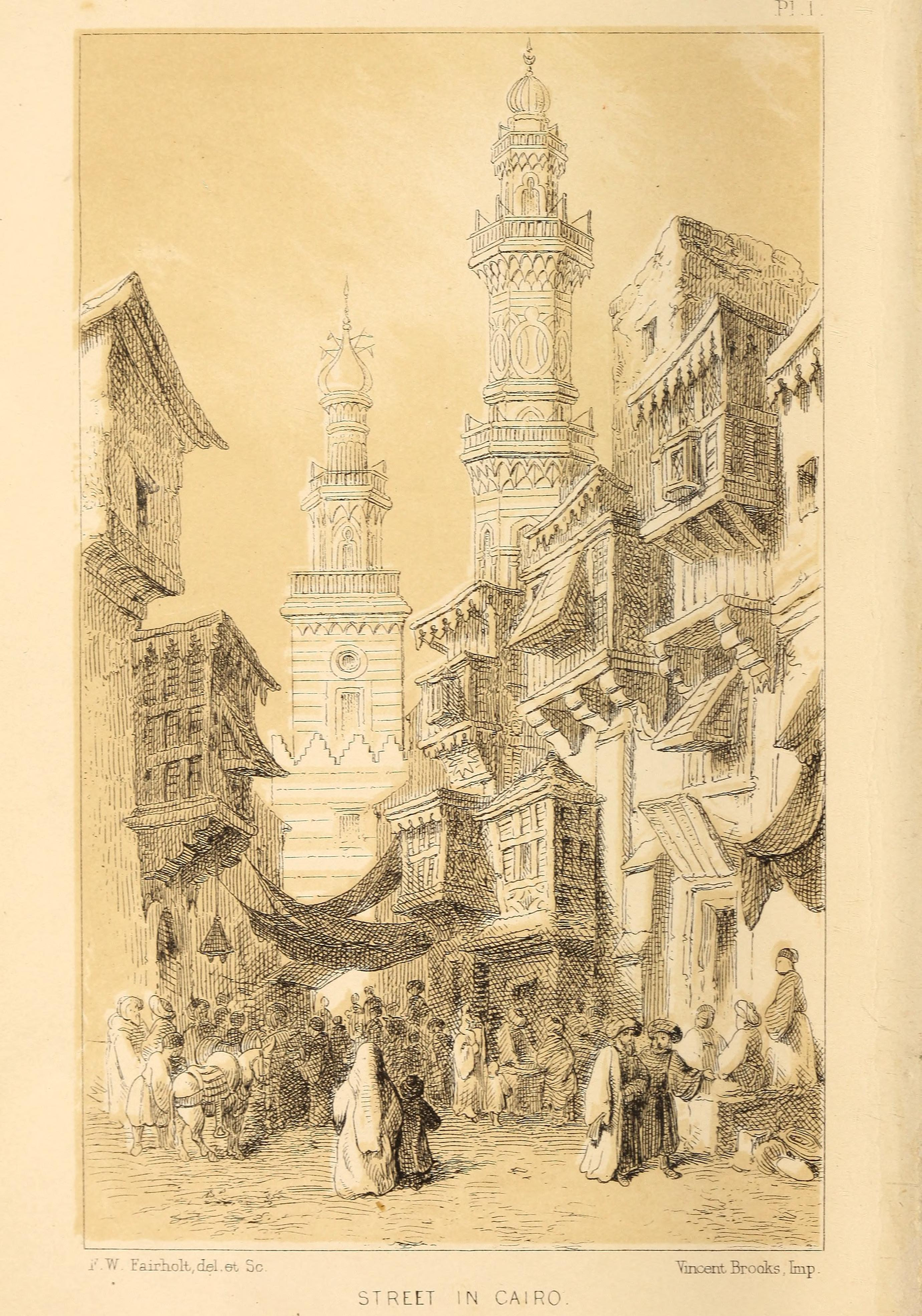
Le Caire
La Madrasa de Qala'un

- Théobald, sire de Berles, établit une léproserie à Monchy, en Artois[2].
- L'existence de corporations d'apothicaires est attestée en Catalogne dans une ordonnance de Pierre III, roi d'Aragon et de Valence, comte de Barcelone, qui leur accorde certains privilèges[3].
- 1283-1284 : le sultan mamelouk Kélaoun fait agrandir et rénover l'hôpital du Caire, qui ne sera détruit qu'en 1910[4].
- 1283-1308 : Bernard de Gordon, auteur en 1305 du Lilium medicine, enseigne la médecine à Montpellier[5].

## Publication
- 29 mars (22 Adar II 5043) : sous le titre de Sefer ha-Perakim, Nathan Hamati, médecin du pape Boniface VIII, achève sa traduction en hébreu des Aphorismes d'Hippocrate avec les Commentaires de Galien[6].

## Personnalités
- Fl. Étienne de Grancey, médecin, Dijon[7].
- Fl. Jean Furnerii, Provins[7].
- Fl. Raymond, peut-être médecin, curé de Belleville en Savoie[8].
- 1261-1283 : fl. Étienne de Jancigny, médecin à Dijon en Bourgogne, enterré à l'abbaye Saint-Bénigne[9].
- Vers 1277-1283 : fl. Salomon, médecin juif de Narbonne, probablement établi à Perpignan[8].
- 1283-1284 : fl. Gentu[9] et Sanche[8], médecins, et Aceu[9], chirurgien juif, tous trois au service de la Navarre.
- 1283-1292 : fl. Milon, barbier parisien[8].

## Naissance
- Galvano Fiamma (mort en 1344), théologien, philosophe et historiographe italien qui aurait enseigné la physique d'Aristote et la théologie aux étudiants en médecine du couvent de San Tommaso à Pavie[10].

## Décès
- Moïse ben Samuel ibn Tibbon (né vers 1200), auteur de nombreuses traductions médicales de l'arabe en hébreu, dont celle des Islah Almagisti de Jabir ibn-Aflah, et dont d'autres peuvent être datées : le Canon d'Avicenne avec le commentaire d'Averroès, en 1260 ; les Aphorismes d'Hippocrate avec le commentaire de Maïmonide, entre 1257 et 1267 ; le Livre de la division et de la distinction de Rhazès, en 1257, ou la Diététique de Maïmonide, en 1244[7].
- 1283 au plus tard : Guillaume de Monmelian, médecin du Puy, devait  cinquante  livres tournois aux Templiers de la ville[9].